# Голубівка (Сумський район)
Голубі́вка — село в Україні, у Садівській сільській громаді Сумського району Сумської області. Населення становить 804 осіб. До 2020 орган місцевого самоврядування — Голубівська сільська рада.

## Географія
Село Голубівка розташоване в одного з витоків річки Сула. Примикає до села Філонівщина, на відстані 1 км розташовані села Грамине та Деркачі. По селу протікають пересихаючі струмки з загатами. Поруч проходить автомобільна дорога Н07.
Село розташоване за 25 км по Роменській трасі від м.Суми.

Село поділяється на два райони: старе село та нове. Старе село заселено невелелюдне, натомість нова частина Голубівки заселена густо. Там розташована контора, будинок культури, крамниці, дитячий садок, школа та церква.

## Історія
Село Голубівка було засноване у 1704 році.
За радянських часів Голубівський колгосп під керівництвом Остапенка Івана з 1963 року правління був одним із найуспішніших. Навіть за часів кризи аграрного сектору село залишалося придатним для проживання людей.

### Сьогодення
12 червня 2020 року, відповідно до Розпорядження Кабінету Міністрів України № 723-р «Про визначення адміністративних центрів та затвердження територій територіальних громад Сумської області» увійшло до складу Садівської сільської громади.
19 липня 2020 року, в результаті адміністративно-територіальної реформи та ліквідації Лебединського району, село увійшло до складу новоутвореного Сумського району.

## Населення

### Мова
Розподіл населення за рідною мовою за даними перепису 2001 року:
| Мова       | Кількість | Відсоток |
| ---------- | --------- | -------- |
| українська | 775       | 96.39%   |
| російська  | 29        | 3.61%    |
| Усього     | 804       | 100%     |